# Nokia N97
El Nokia N97 és un telèfon mòbil 3G creat per l'empresa Nokia i enfocat a les xarxes socials, posseeix una pantalla tàctil TFT de 3,5 polzades, i una memòria màxima de 48 GB (32 GB de memòria interna i fins a 16 GB extres mitjançant una ranura d'expansió per a targetes microSD). Té una càmera digital de 5 megapíxels amb selecció de focus tocant la zona desitjada per a enfocar, grava vídeos en format VGA amb 30 fps. A més la seua càmera té zoom digital, i Flash de doble LED.
Té una bateria amb 430 hores de durada Stand-By i 6 hores 40 minuts en conversació. Posseeix reproductor Multimèdia i Ràdio FM. Incorpora altaveus estèreo i brúixola digital.
Compta amb el sistema operatiu Symbian OS v9.4, Sèries 60 rel. 5. Fa ús del A-GPS i un port micro USB. Posseeix un format slider lateral, el qual obert pren un angle d'aproximadament 35 graus i revela el teclat QWERTY complet. Envia SMS, MMS, Missatges instantanis i e-mails. Suporta la tecnologia Java 2.0 i FlashLite 3 per a la visualització de contingut i vídeos en aquesta tecnologia com YouTube i gràcies al suport de xarxes HSDPA, permet navegar fins a 3,6 Mbps, compta amb sensors de moviment i aproximació per a evitar accions no desitjades en la pantalla. A més és compatible amb els jocs de N-Gage, i suporta una gran varietat d'emuladors i suporta Java.